# Sierra de Castril

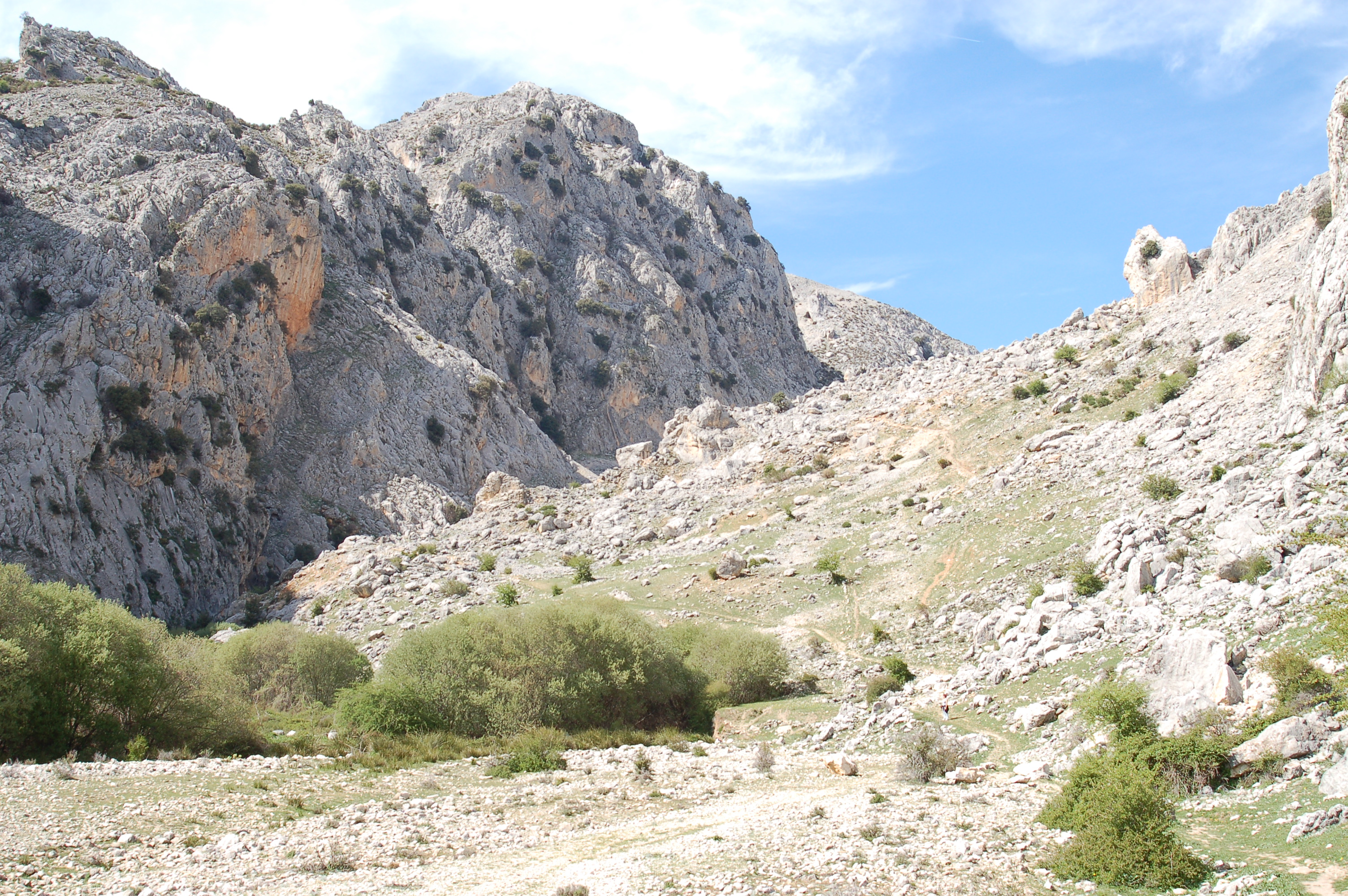
Sierra de Castril.

Die Sierra de Castril ist ein im Norden der spanischen Provinz Granada, nördlich des Ortes Castril liegendes Gebirge und Naturpark.
Die Sierras de Cazorla, Segura y Las Villas grenzt direkt nordwestlich an. Östlich befindet sich die Sierra de La Sagra. Die Sierra de Castril umfasst Höhenlagen von 855 bis 2.138 m und gehört zur Betischen Kordillere. Sie besteht aus Kalkstein und bildet sie eine schroffe Gebirgslandschaft, die von Norden nach Süden vom Río Castril durchzogen wird. Das Flusstal und seine Zuflüsse sind mit Schluchten und Wasserfällen Hauptattraktion für zahlreiche Wanderer.
Die Vegetation ist durch Kiefern- und Eichenwälder gekennzeichnet. Zu den traditionellen Nutzungsformen gehören Holzwirtschaft und Beweidung, letztere vor allem durch das Segura-Schaf. Die herausragenden Vertreter der Tierwelt sind Gänsegeier, Fischotter und Wildkatzen.